# Linnaemya ciliata
Linnaemya ciliata är en tvåvingeart som beskrevs av Louis-Paul Mesnil 1952. Linnaemya ciliata ingår i släktet Linnaemya och familjen parasitflugor. Inga underarter finns listade i Catalogue of Life.